# Aleh Kot
Aleh Iwanawicz Kot (biał. Алег Іванавіч Кот, ros. Олег Иванович Кот, Oleg Iwanowicz Kot; ur. 18 kwietnia 1966 w Makawczycach w rejonie dzierżyńskim) – białoruski wojskowy i polityk, w latach 2008–2012 deputowany do Izby Reprezentantów Zgromadzenia Narodowego Republiki Białorusi IV kadencji.

## Życiorys
Urodził się 18 kwietnia 1966 roku we wsi Makawczyce, w rejonie dzierżyńskim obwodu mińskiego Białoruskiej SRR, ZSRR. Ukończył Leningradzką Przeciwlotniczą Rakietową Dowódczą Uczelnię Wyższą ze specjalnością „dowódczą taktyczną przeciwlotniczych zespołów rakietowych małego zasięgu”, uzyskując wykształcenie inżyniera eksploatacji środków radiowych. Posiada stopień wojskowy podpułkownika. Odbywał służbę wojskową w szeregach Armii Radzieckiej: jako dowódca rakietowego stanowiska przeciwlotniczego, dowódca rakietowego stanowiska przeciwlotniczego – zastępca dowódcy baterii samodzielnej rakietowej dywizji rakietowej brygady przeciwlotniczej, asystent kierownika oddziału Stołpeckiego Rejonowego Komisariatu Wojskowego, asystent kierownika oddziału, starszy asystent kierownika oddziału Dzierżyńskiego Połączonego Miejskiego Komisariatu Wojskowego, zastępca komisarza wojskowego – naczelnik wydziału mobilizacyjnego Dzierżyńskiego Rejonowego Komisariatu Wojskowego, komisarz wojskowy Dzierżyńskiego Rejonowego Komisariatu Wojskowego. Pełnił funkcję deputowanego do Dzierżyńskiej Rejonowej Rady Deputowanych.
27 października 2008 roku został deputowanym do Izby Reprezentantów Zgromadzenia Narodowego Republiki Białorusi IV kadencji z Dzierżyńskiego Okręgu Wyborczego Nr 65. Pełnił w niej funkcję członka Stałej Komisji ds. Bezpieczeństwa Narodowego.  Od 13 listopada 2008 roku był członkiem Narodowej Grupy Republiki Białorusi w Unii Międzyparlamentarnej.

## Życie prywatne
Aleh Kot jest żonaty, ma córkę.